# Station Burnham
Station Burnham is een spoorwegstation aan de Great Western Main Line (GWML) in de Engelse plaats Cippenham en Burnham, Buckinghamshire. Het is gelegen in de gemeente Slough.

## Geschiedenis
Het station werd op 1 juli 1889 geopend de de Great Western Railway (GWR) onder de naam Burnham Beeches als toevoeging aan de GWML. In de Eerste Wereldoorlog werd het station als besparingsmaatregel van 2 april 1917 tot 3 maart 1919 gesloten. Op 1 september 1930 werd het station omgedoopt in Burnham Bucks wat tot 5 mei 1975 zo bleef. Nadat in 1974 de grens tussen Buckinghamshire en Berkshire was verlegd kreeg het station op 5 mei 1975 kortweg de naam Burnham, hoewel National Rail afwisselend verwijst naar een van de twee graafschappen.
Burnham was in de plannen van Crossrail opgenomen als onderdeel van hun oost-west lijn, de Elizabeth line. De bouw van de Elizabeth line begon in 2008 en zou eind 2018 geopend worden. Het bovengrondse deel van deze lijn ten westen van de stad bestaat uit bestaande spoorlijnen en stations, waaronder Burnham, die zijn aangepast voor stadsgewestelijk verkeer. De Elizabeth line werd echter pas op 17 mei 2022 geopend, vooruitlopend hierop nam Transport for London op 15 december 2019 de stadsgewestelijke diensten ten westen van Paddington onder haar hoede onder de naam TfL Rail. De diensten ten westen van Paddington worden sinds 24 mei 2022 gereden onder de naam Elizabeth Line al moesten reizigers tot 6 november 2022 in Paddington overstappen tussen de bovengrondse perrons van het westelijke deel van de lijn en de ondergrondse perrons van het oostelijke deel van de Elizabeth line.

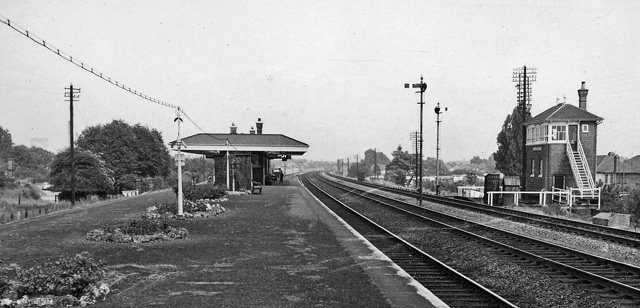
Het station op 4 juni 1961 gezien uit het westen.
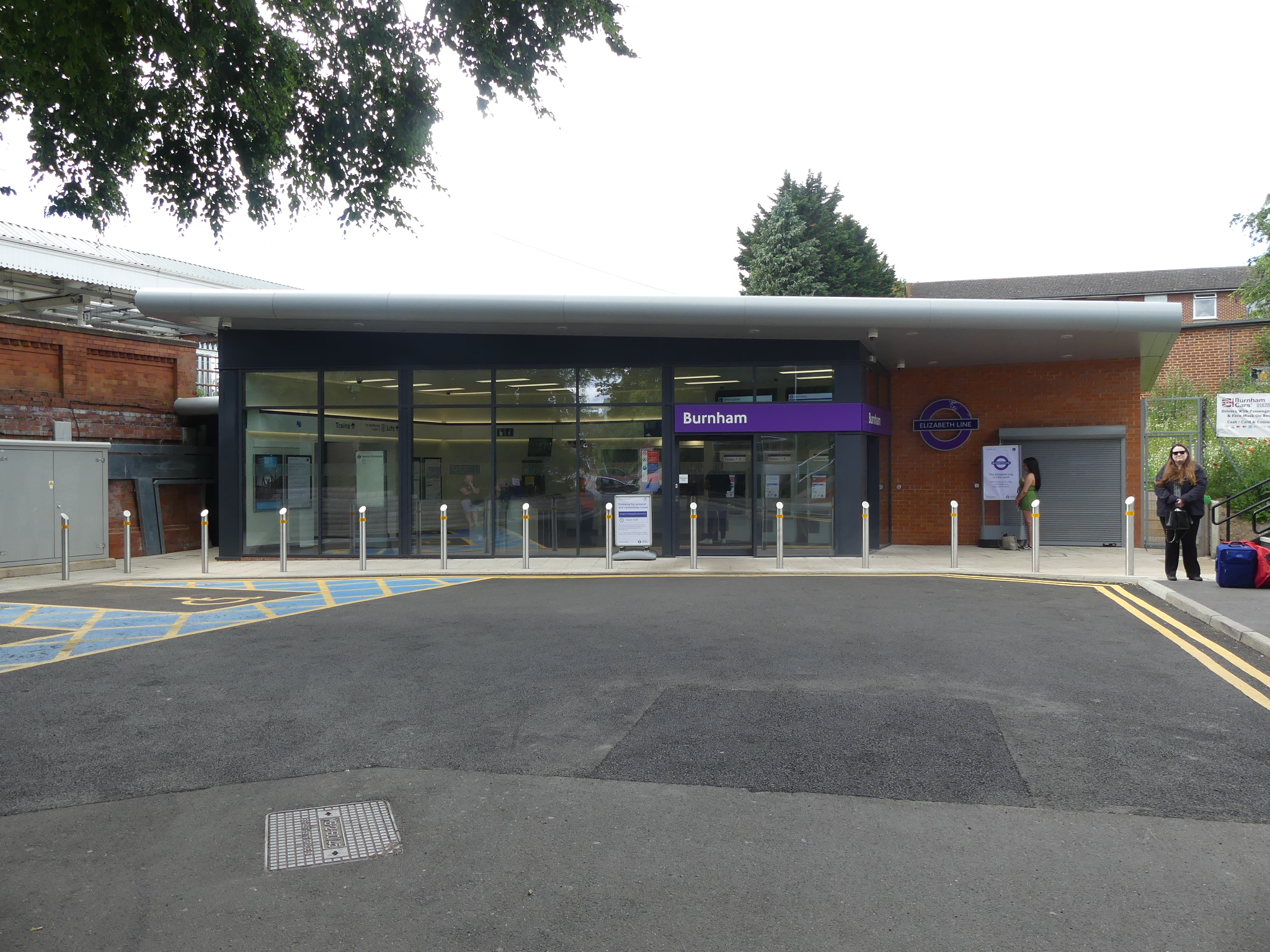
Het stationsgebouw aan de noordkant van de spoordijk.

## Ligging en inrichting
Het station ligt ongeveer een halve mijl ten zuiden van Burnham Village en ongeveer een mijl ten noorden van het dorp Cippenham in Haymill en is het dichtstbijzijnde station bij Slough Trading Estate.
Burnham heeft een volledig bemande kaartverkoop die 7 dagen per week geopend is. Er zijn drie zelfbedieningsautomaten, twee bij de ingang van het station en één op het perron. De machines accepteren contant geld, debet- en creditcards. Het station heeft een wachtkamer die open is tijdens de openingstijden van het loket. Zitplaatsen zijn ook beschikbaar onder luifels op het eilandperron.
Ongebruikelijk voor een station aan de Great Western Main Line, werd Burnham gebouwd met een eilandperron dat alleen langs de sporen voor stopdiensten ligt. Hierdoor vallen er diensten uit als door werkzaamheden die sporen gesloten zijn en alleen de sporen voor de sneltreinen gebruikt kunnen worden. Bijgevolg wordt het station vaak 's nachts bediend door een vervangende busdienst.
Er is parkeergelegenheid op ongeveer 100 meter afstand, op een parkeerplaats van APCOA. Parkeervergunningen worden individueel op het station verkocht aan tickethouders, of abonnementhouders kunnen kaartjes kopen bij APCOA.

## Reizigersdienst
De reizigersdienst wordt onderhouden door de Elizabeth line die sinds 6 november 2022 vier keer per uur, in de spits zes, rijdt tussen Reading en Abbey Wood. Hiervoor worden class 345 treinstellen ingezet.